# Герои Социалистического Труда Ненецкого автономного округа

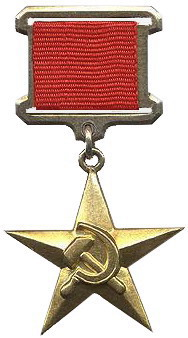
Золотая медаль «Серп и Молот»

В настоящий список включены три уроженца Ненецкого автономного округа (который входил в Архангельскую область), удостоенных звания Героя Социалистического Труда в других регионах СССР.

## История
Присвоений звания Героя Социалистического Труда в Ненецком автономном округе за всю историю его существования не было. Среди Героев Социалистического Труда, связанных с Ненецким автономным округом, есть трое уроженцев Заполярного района.

## Уроженцы Ненецкого автономного округа, удостоенные звания Героя Социалистического Труда в других регионах СССР
| № | Фамилия, имя, отчество      | Даты жизни              | Деятельность                                                                                  | Дата присвоения | Отрасль            | Место рождения   | ГС       |
| - | --------------------------- | ----------------------- | --------------------------------------------------------------------------------------------- | --------------- | ------------------ | ---------------- | -------- |
| 1 | Ардеев Клавдий Валерианович | 11.02.1924 — 29.06.1981 | *Капитан среднего рыболовного траулера «Аист» Управления сельдяного флота, Мурманская область | 13.04.1963      | рыбхоз             | Заполярный район | [ ГС 1 ] |
| 2 | Иванов Павел Никандрович    | 30.08.1906 — 28.10.2002 | Начальник Ленского речного пароходства Министерства речного флота РСФСР, гор. Якутск          | 14.09.1966      | транспорт          | Заполярный район | [ ГС 2 ] |
| 3 | Шубина Евстолия Ильинична   | 01.01.1938 — 02.10.1999 | Доярка совхоза «Тулома» Кольского района Мурманской области                                   | 23.12.1976      | сельское хозяйство | Заполярный район | [ ГС 3 ] |